# Ельянів Барда
Ельянів Барда (івр. אליניב ברדה, нар. 15 грудня 1981, Беер-Шева) — ізраїльський футболіст, нападник клубу «Хапоель» (Беер-Шева).
Виступав, зокрема, за клуб «Генк», а також національну збірну Ізраїлю.

## Клубна кар'єра
У дорослому футболі дебютував 1998 року виступами за команду клубу «Хапоель» (Беер-Шева), в якій провів чотири сезони, взявши участь у 78 матчах чемпіонату. 
Згодом з 2003 по 2007 рік грав у складі команд клубів «Маккабі» (Хайфа) та «Хапоель» (Тель-Авів).
Своєю грою за останню команду привернув увагу представників тренерського штабу клубу «Генк», до складу якого приєднався 2007 року. Відіграв за команду з Генка наступні шість сезонів своєї ігрової кар'єри. Більшість часу, проведеного у складі «Генка», був основним гравцем атакувальної ланки команди. У складі «Генка» був одним з головних бомбардирів команди, маючи середню результативність на рівні 0,35 голу за гру першості.
До складу клубу «Хапоель» (Беер-Шева) повернувся 2013 року. Відтоді встиг відіграти за беер-шевську команду 103 матчі в національному чемпіонаті.

## Виступи за збірні
Протягом 2001–2003 років залучався до складу молодіжної збірної Ізраїлю. На молодіжному рівні зіграв у 17 офіційних матчах, забив 3 голи.
У 2007 році дебютував в офіційних матчах у складі національної збірної Ізраїлю. Наразі провів у формі головної команди країни 33 матчі, забивши 11 голів.

## Титули і досягнення
- Чемпіон Ізраїлю (4):

«Маккабі» (Хайфа): 2003-04, 2004-05
«Хапоель» (Беер-Шева): 2015-16, 2016-17
- Чемпіон Бельгії (1):

«Генк»: 2010-11
- Володар Кубка Ізраїлю (3):

«Хапоель» (Тель-Авів): 2005-06, 2006-07
«Хапоель» (Беер-Шева): 2021-22
- Володар Кубка Бельгії (2):

«Генк»: 2008-09, 2012-13
- Володар Суперкубка Бельгії (1):

«Генк»: 2011
- Володар Суперкубка Ізраїлю (3):

«Хапоель» (Беер-Шева): 2016, 2017, 2022
- Володар Кубка Тото (2):

«Маккабі» (Хайфа): 2002-03
«Хапоель» (Беер-Шева): 2016-17